# Couzon
Couzon é uma comuna francesa na região administrativa de Auvérnia-Ródano-Alpes, no departamento Allier. Estende-se por uma área de 19,33 km². Em 2010 a comuna tinha 310 habitantes (densidade: 16 hab./km²).